# 長體准天竺鯛
長體准天竺鯛（學名：[Pseudamiops pellucidus] 错误：{{Lang}}：文本有斜体标记（帮助）），為輻鰭魚綱天竺鲷科准天竺鯛屬的一種。分布於西印度洋東非南部至南非索德瓦納灣海域，深度3至25公尺，本魚體延長，體稍側扁，眼大、口大且斜裂，頜齒細小，鋤骨和腭骨通常具齒，舌上無齒，鰓蓋骨後緣棘不發達，全身透明，瞳孔玫瑰色，尾鰭圓形，背鰭硬棘7枚、背鰭軟條8枚、臀鰭硬棘2枚、臀鰭軟條9枚，體長可達4公分，棲息在礁石區洞穴，夜間活動，屬肉食性，生活習性不明。